# Owingsville
Owingsville és una població dels Estats Units a l'estat de Kentucky. Segons el cens del 2000 tenia 1.488 habitants.

## Demografia
Segons el cens del 2000, Owingsville tenia 1.488 habitants, 659 habitatges, i 419 famílies. La densitat de població era de 263,5 habitants/km².
Dels 659 habitatges en un 28,5% hi vivien nens de menys de 18 anys, en un 41,7% hi vivien parelles casades, en un 17,9% dones solteres, i en un 36,4% no eren unitats familiars. En el 34,4% dels habitatges hi vivien persones soles el 22,5% de les quals corresponia a persones de 65 anys o més que vivien soles. El nombre mitjà de persones vivint en cada habitatge era de 2,17 i el nombre mitjà de persones que vivien en cada família era de 2,73.
Per edats la població es repartia de la següent manera: un 21,2% tenia menys de 18 anys, un 9,3% entre 18 i 24, un 22,7% entre 25 i 44, un 21% de 45 a 60 i un 25,7% 65 anys o més.
L'edat mediana era de 43 anys. Per cada 100 dones de 18 o més anys hi havia 71,2 homes.
La renda mediana per habitatge era de 21.897 $ i la renda mediana per família de 34.167 $. Els homes tenien una renda mediana de 30.893 $ mentre que les dones 20.208 $. La renda per capita de la població era de 18.156 $. Entorn del 23,3% de les famílies i el 26,6% de la població estaven per davall del llindar de pobresa.

## Poblacions més properes
El següent diagrama mostra les poblacions més properes.